# Deutsche Badmintonmeisterschaft 1988
Die Deutsche Badmintonmeisterschaft 1988 fand vom 5. bis zum 7. Februar 1988 in Braunschweig statt.

## Medaillengewinner
| Disziplin    | Gold                                                                          | Silber                                                                           | Bronze                                                                         |
| ------------ | ----------------------------------------------------------------------------- | -------------------------------------------------------------------------------- | ------------------------------------------------------------------------------ |
| Herreneinzel | Guido Schänzler (TTC Brauweiler 1948)                                         | Harald Klauer (1. DBC Bonn)                                                      | Volker Renzelmann (1. DBC Bonn)                                                |
| Herreneinzel | Guido Schänzler (TTC Brauweiler 1948)                                         | Harald Klauer (1. DBC Bonn)                                                      | Hans-Georg Fischedick (Bottroper BG)                                           |
| Dameneinzel  | Katrin Schmidt (TuS Wiebelskirchen)                                           | Kirsten Schmieder (TTC Brauweiler 1948)                                          | Mechtild Hagemann (TV Mainz-Zahlbach)                                          |
| Dameneinzel  | Katrin Schmidt (TuS Wiebelskirchen)                                           | Kirsten Schmieder (TTC Brauweiler 1948)                                          | Nicole Baldewein (OSC Düsseldorf)                                              |
| Herrendoppel | Uwe Scherpen (FC Langenfeld) Stephan Kuhl (FC Langenfeld)                     | Guido Schänzler (TTC Brauweiler 1948) Gerhard Treitinger (SV Fortuna Regensburg) | Christian Diekmann (FC Bayer 05 Uerdingen) Ralf Rausch (FC Bayer 05 Uerdingen) |
| Herrendoppel | Uwe Scherpen (FC Langenfeld) Stephan Kuhl (FC Langenfeld)                     | Guido Schänzler (TTC Brauweiler 1948) Gerhard Treitinger (SV Fortuna Regensburg) | Stefan Frey (TV Mainz-Zahlbach) Thomas Künstler (TV Mainz-Zahlbach)            |
| Damendoppel  | Kirsten Schmieder (TTC Brauweiler 1948) Katrin Schmidt (TuS Wiebelskirchen)   | Mechtild Hagemann (TV Mainz-Zahlbach) Cathrin Hoppe (TV Mainz-Zahlbach)          | Kerstin Ubben (VfL 93 Hamburg) Dorett Hökel (1. DBC Bonn)                      |
| Damendoppel  | Kirsten Schmieder (TTC Brauweiler 1948) Katrin Schmidt (TuS Wiebelskirchen)   | Mechtild Hagemann (TV Mainz-Zahlbach) Cathrin Hoppe (TV Mainz-Zahlbach)          | Heidi Krickhaus (FC Langenfeld) Petra Dieris-Wierichs (FC Langenfeld)          |
| Mixed        | Ralf Rausch (FC Bayer 05 Uerdingen) Christine Skropke (FC Bayer 05 Uerdingen) | Franz-Josef Müller (SSV Heiligenwald) Maren Schröder (TV Volkmarsen)             | Stefan Frey (TV Mainz-Zahlbach) Mechtild Hagemann (TV Mainz-Zahlbach)          |
| Mixed        | Ralf Rausch (FC Bayer 05 Uerdingen) Christine Skropke (FC Bayer 05 Uerdingen) | Franz-Josef Müller (SSV Heiligenwald) Maren Schröder (TV Volkmarsen)             | Harald Klauer (1. DBC Bonn) Dorett Hökel (1. DBC Bonn)                         |